# Brittany Bowe
Brittany Starr Bowe (ur. 24 lutego 1988 w Ocala) – amerykańska łyżwiarka szybka, wielokrotna medalistka mistrzostw świata i zdobywczyni Pucharu Świata.

## Kariera
Pierwszy sukces Brittany Bowe osiągnęła w 2013 roku, kiedy zdobyła brązowy medal w biegu na 1000 m podczas dystansowych mistrzostwach świata w Soczi. W zawodach tych wyprzedziły ją jedynie Rosjanka Olga Fatkulina oraz Ireen Wüst z Holandii. W tym samym roku była też między innymi ósma na sprinterskich mistrzostwach świata w Salt Lake City. W 2014 roku wzięła udział w igrzyskach olimpijskich w Soczi, zajmując między innymi szóste miejsce w biegu drużynowym i ósme na dystansie 1000 m. Na tych samych igrzyskach była też trzynasta w biegu na 500 m i czternasta na 1500 m. W 2015 roku wywalczyła trzy medale podczas dystansowych mistrzostw świata w Heerenveen. W biegach na 1000 i 1500 m była najlepsza, a w biegu na 500 m zajęła drugie miejsce. W tym samym roku zwyciężyła na sprinterskich mistrzostwach świata w Astanie. Na dystansowych mistrzostwach świata w Kołomnie w 2016 roku była druga na 500 m oraz trzecia na dystansach 1000 i 1500 m. Zdobyła też złoty medal sprinterskich mistrzostw świata w Seulu.
Wielokrotnie stawała na podium zawodów Pucharu Świata, odnosząc przy tym kilkanaście zwycięstw. Najlepsze wyniki osiągała w sezonie 2015/2016, kiedy zwyciężyła w klasyfikacji generalnej, klasyfikacji 1000 i 1500 m, a na 500 m była trzecia. Była też trzecia w klasyfikacji generalnej w sezonach 2013/2014 i 2014/2015, zwyciężając równocześnie w klasyfikacji 1000 m w sezonie 2014/2015.